# Kamienica przy ulicy Brackiej 1a w Krakowie
Kamienica przy ulicy Brackiej 1a – zabytkowa kamienica znajdująca się w Krakowie, w dzielnicy I przy ulicy Brackiej, na Starym Mieście.

## Historia
Pierwotnie działka, na której stoi obecnie kamienica, była zapleczem posesji przyrynkowej Kamienicy pod Ewangelistami. W XIV lub XV wieku wzniesiono na niej murowaną oficynę tylną. Budynek częściowo spłonął podczas wielkiego pożaru Krakowa w 1850. Odbudowany został według projektu Kajetana Szydłowskiego. W 1905 podjęto decyzję o wyburzeniu oficyny i budowie na jej miejscu kamienicy czynszowej.
Kamienica została wzniesiona w latach 1905–1907 częściowo z wykorzystaniem murów dawnej oficyny. W 1921 nadbudowano trzecie piętro.
11 lipca 2012 kamienica została wpisana do rejestru zabytków. Znajduje się także w gminnej ewidencji zabytków.

## Architektura
Kamienica ma cztery kondygnacje. Fasada jest pięcioosiowa. Elewacja parteru obłożona została rustykalnymi płytami ze sztucznego kamienia. Elewacja pięter podzielona jest wertykalnie za pomocą pilastrów. Parter i pierwsze piętro oraz drugie i trzecie piętro oddzielone są od siebie gzymsami. Okna pierwszego piętra ozdobiono gzymsami nadokiennymi.
W parterze tylnej elewacji znajduje się zrekonstruowana wczesnobarokowa galeria arkadowa.